# So in Love
So in Love è un brano composto da Cole Porter nel 1948 per la commedia musicale Kiss Me, Kate, ispirata da La bisbetica domata di William Shakespeare; nella prima rappresentazione il brano è stato cantato dall'attrice Patricia Morison e da Alfred Drake, fu inciso per la prima volta da Patti Page nel 1949.
Nel 2021 Tony Bennett incide una sua versione per l'album collaborativo con Lady Gaga Love For Sale.